# 閔熙珍—HYBE事件
閔熙珍—HYBE事件，是指由2024年4月起，由房時爀所創辦之韓國經紀公司HYBE指控其子公司ADOR的代表理事閔熙珍濫用職權傳遞公司內部情報，並密謀奪取ADOR的經營權使其獨立所引發的事件。

## 背景

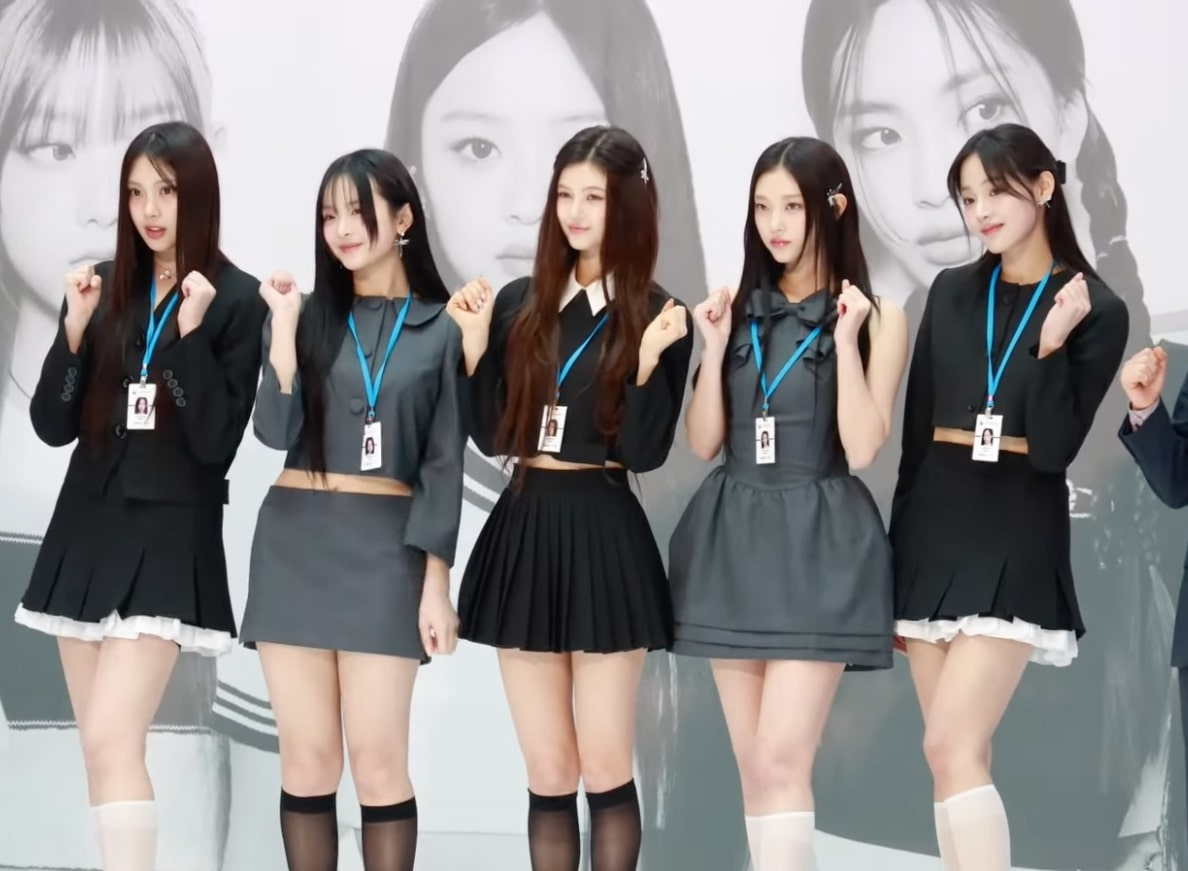
ADOR旗下女團NewJeans

2019年起，Big Hit娛樂（現HYBE）開始籌備組建旗下首隊女子團體 ，閔熙珍於同年離任SM娛樂創作總監一職並以CBO的身份加入Big Hit娛樂。籌備期間，該女團被多家媒體稱為「閔熙珍女團」。該女團原定於2021年作為Big Hit和Source Music的合作項目推出，但後來因COVID-19大流行延遲出道計畫。
2021年底，HYBE成立新的的獨立子公司ADOR，並由閔熙珍擔任代表理事一職，而在閔熙珍的領導下，ADOR於2022年8月1日正式推出旗下女子團體NewJeans。此後，NewJeans在全球知名度迅速擴張，並且贏得包括MAMA大獎、告示牌音樂獎、亞洲流行音樂大獎等國內外獎項。同時，NewJeans亦多次「空降」告示牌百大單曲榜，可見其國際影響力。在商業上，單單在2023年，NewJeans就為ADOR賺取超過1100億韓元（約8100萬美金）的收入。

### HYBE之公司架構
|                                                                                      |                                                            |  |  |  |  |  |  |  |  | HYBE AMERICA | HYBE AMERICA | HYBE AMERICA | HYBE AMERICA | HYBE AMERICA | HYBE AMERICA |  |  | Ithaca Holdings                                  | Ithaca Holdings                                  | Ithaca Holdings                                  | Ithaca Holdings                                  | Ithaca Holdings                                  | Ithaca Holdings                                  |  |  |
|                                                                                      |                                                            |  |  |  |  |  |  |  |  | HYBE AMERICA | HYBE AMERICA | HYBE AMERICA | HYBE AMERICA | HYBE AMERICA | HYBE AMERICA |  |  | Ithaca Holdings                                  | Ithaca Holdings                                  | Ithaca Holdings                                  | Ithaca Holdings                                  | Ithaca Holdings                                  | Ithaca Holdings                                  |  |  |
| HYBE                                                                                 |                                                            |  |  |  |  |  |  |  |  | | | | | | |  |  |                                                  |                                                  |                                                  |                                                  |                                                  |                                                  |  |  |
|                                                                                      |                                                            |  |  |  |  |  |  |  |  | | | | | | |  |  |                                                  |                                                  |                                                  |                                                  |                                                  |                                                  |  |  |
|                                                                                      |                                                            |  |  |  |  |  |  |  |  | HYBE JAPAN | HYBE JAPAN | HYBE JAPAN | HYBE JAPAN | HYBE JAPAN | HYBE JAPAN |  |  | HYBE LABELS JAPAN NAECO                          | HYBE LABELS JAPAN NAECO                          | HYBE LABELS JAPAN NAECO                          | HYBE LABELS JAPAN NAECO                          | HYBE LABELS JAPAN NAECO                          | HYBE LABELS JAPAN NAECO                          |  |  |
|                                                                                      |                                                            |  |  |  |  |  |  |  |  | HYBE JAPAN | HYBE JAPAN | HYBE JAPAN | HYBE JAPAN | HYBE JAPAN | HYBE JAPAN |  |  | HYBE LABELS JAPAN NAECO                          | HYBE LABELS JAPAN NAECO                          | HYBE LABELS JAPAN NAECO                          | HYBE LABELS JAPAN NAECO                          | HYBE LABELS JAPAN NAECO                          | HYBE LABELS JAPAN NAECO                          |  |  |
|                                                                                      |                                                            |  |  |  |  |  |  |  |  | | | | | | |  |  |                                                  |                                                  |                                                  |                                                  |                                                  |                                                  |  |  |
|                                                                                      |                                                            |  |  |  |  |  |  |  |  | HYBE LATIN AMERICA | HYBE LATIN AMERICA | HYBE LATIN AMERICA | HYBE LATIN AMERICA | HYBE LATIN AMERICA | HYBE LATIN AMERICA |  |  | Exile Music                                      | Exile Music                                      | Exile Music                                      | Exile Music                                      | Exile Music                                      | Exile Music                                      |  |  |
|                                                                                      |                                                            |  |  |  |  |  |  |  |  | HYBE LATIN AMERICA | HYBE LATIN AMERICA | HYBE LATIN AMERICA | HYBE LATIN AMERICA | HYBE LATIN AMERICA | HYBE LATIN AMERICA |  |  | Exile Music                                      | Exile Music                                      | Exile Music                                      | Exile Music                                      | Exile Music                                      | Exile Music                                      |  |  |
|                                                                                      |                                                            |  |  |  |  |  |  |  |  | | | | | | |  |  |                                                  |                                                  |                                                  |                                                  |                                                  |                                                  |  |  |
|                                                                                      |                                                            |  |  |  |  |  |  |  |  | | | | | | |  |  |                                                  |                                                  |                                                  |                                                  |                                                  |                                                  |  |  |
|                                                                                      |                                                            |  |  |  |  |  |  |  |  | \| BIGHIT MUSIC BELIFT LAB PLEDIS娛樂 (85%) ADOR (80%) SOURCE MUSIC (80%) KOZ娛樂 (75%) \| BinaryKorea HYBE IM (85%) Supertone (56.1%) HYBE UMG (51%)[註 1] \| | \| BIGHIT MUSIC BELIFT LAB PLEDIS娛樂 (85%) ADOR (80%) SOURCE MUSIC (80%) KOZ娛樂 (75%) \| BinaryKorea HYBE IM (85%) Supertone (56.1%) HYBE UMG (51%)[註 1] \| | \| BIGHIT MUSIC BELIFT LAB PLEDIS娛樂 (85%) ADOR (80%) SOURCE MUSIC (80%) KOZ娛樂 (75%) \| BinaryKorea HYBE IM (85%) Supertone (56.1%) HYBE UMG (51%)[註 1] \| | \| BIGHIT MUSIC BELIFT LAB PLEDIS娛樂 (85%) ADOR (80%) SOURCE MUSIC (80%) KOZ娛樂 (75%) \| BinaryKorea HYBE IM (85%) Supertone (56.1%) HYBE UMG (51%)[註 1] \| | \| BIGHIT MUSIC BELIFT LAB PLEDIS娛樂 (85%) ADOR (80%) SOURCE MUSIC (80%) KOZ娛樂 (75%) \| BinaryKorea HYBE IM (85%) Supertone (56.1%) HYBE UMG (51%)[註 1] \| | \| BIGHIT MUSIC BELIFT LAB PLEDIS娛樂 (85%) ADOR (80%) SOURCE MUSIC (80%) KOZ娛樂 (75%) \| BinaryKorea HYBE IM (85%) Supertone (56.1%) HYBE UMG (51%)[註 1] \| |  |  | Cake Corp. (20%) YG PLUS (17.9%) SM娛樂 (12.58%) | Cake Corp. (20%) YG PLUS (17.9%) SM娛樂 (12.58%) | Cake Corp. (20%) YG PLUS (17.9%) SM娛樂 (12.58%) | Cake Corp. (20%) YG PLUS (17.9%) SM娛樂 (12.58%) | Cake Corp. (20%) YG PLUS (17.9%) SM娛樂 (12.58%) | Cake Corp. (20%) YG PLUS (17.9%) SM娛樂 (12.58%) |  |  |
|                                                                                      |                                                            |  |  |  |  |  |  |  |  | \| BIGHIT MUSIC BELIFT LAB PLEDIS娛樂 (85%) ADOR (80%) SOURCE MUSIC (80%) KOZ娛樂 (75%) \| BinaryKorea HYBE IM (85%) Supertone (56.1%) HYBE UMG (51%)[註 1] \| | \| BIGHIT MUSIC BELIFT LAB PLEDIS娛樂 (85%) ADOR (80%) SOURCE MUSIC (80%) KOZ娛樂 (75%) \| BinaryKorea HYBE IM (85%) Supertone (56.1%) HYBE UMG (51%)[註 1] \| | \| BIGHIT MUSIC BELIFT LAB PLEDIS娛樂 (85%) ADOR (80%) SOURCE MUSIC (80%) KOZ娛樂 (75%) \| BinaryKorea HYBE IM (85%) Supertone (56.1%) HYBE UMG (51%)[註 1] \| | \| BIGHIT MUSIC BELIFT LAB PLEDIS娛樂 (85%) ADOR (80%) SOURCE MUSIC (80%) KOZ娛樂 (75%) \| BinaryKorea HYBE IM (85%) Supertone (56.1%) HYBE UMG (51%)[註 1] \| | \| BIGHIT MUSIC BELIFT LAB PLEDIS娛樂 (85%) ADOR (80%) SOURCE MUSIC (80%) KOZ娛樂 (75%) \| BinaryKorea HYBE IM (85%) Supertone (56.1%) HYBE UMG (51%)[註 1] \| | \| BIGHIT MUSIC BELIFT LAB PLEDIS娛樂 (85%) ADOR (80%) SOURCE MUSIC (80%) KOZ娛樂 (75%) \| BinaryKorea HYBE IM (85%) Supertone (56.1%) HYBE UMG (51%)[註 1] \| |  |  | Cake Corp. (20%) YG PLUS (17.9%) SM娛樂 (12.58%) | Cake Corp. (20%) YG PLUS (17.9%) SM娛樂 (12.58%) | Cake Corp. (20%) YG PLUS (17.9%) SM娛樂 (12.58%) | Cake Corp. (20%) YG PLUS (17.9%) SM娛樂 (12.58%) | Cake Corp. (20%) YG PLUS (17.9%) SM娛樂 (12.58%) | Cake Corp. (20%) YG PLUS (17.9%) SM娛樂 (12.58%) |  |  |
|                                                                                      |                                                            |  |  |  |  |  |  |  |  | | | | | | |  |  |                                                  |                                                  |                                                  |                                                  |                                                  |                                                  |  |  |
|                                                                                      |                                                            |  |  |  |  |  |  |  |  | Weverse Company (56.1%) | Weverse Company (56.1%) | Weverse Company (56.1%) | Weverse Company (56.1%) | Weverse Company (56.1%) | Weverse Company (56.1%) |  |  | Weverse America Weverse Japan                    | Weverse America Weverse Japan                    | Weverse America Weverse Japan                    | Weverse America Weverse Japan                    | Weverse America Weverse Japan                    | Weverse America Weverse Japan                    |  |  |
|                                                                                      |                                                            |  |  |  |  |  |  |  |  | Weverse Company (56.1%) | Weverse Company (56.1%) | Weverse Company (56.1%) | Weverse Company (56.1%) | Weverse Company (56.1%) | Weverse Company (56.1%) |  |  | Weverse America Weverse Japan                    | Weverse America Weverse Japan                    | Weverse America Weverse Japan                    | Weverse America Weverse Japan                    | Weverse America Weverse Japan                    | Weverse America Weverse Japan                    |  |  |
| BIGHIT MUSIC BELIFT LAB PLEDIS娛樂 (85%) ADOR (80%) SOURCE MUSIC (80%) KOZ娛樂 (75%) | BinaryKorea HYBE IM (85%) Supertone (56.1%) HYBE UMG (51%) |  |  |  |  |  |  |  |  | | | | | | |  |  |                                                  |                                                  |                                                  |                                                  |                                                  |                                                  |  |  |

| BIGHIT MUSIC BELIFT LAB PLEDIS娛樂 (85%) ADOR (80%) SOURCE MUSIC (80%) KOZ娛樂 (75%) | BinaryKorea HYBE IM (85%) Supertone (56.1%) HYBE UMG (51%) |

## 經過

### 2024年4月
2024年4月22日，閔熙珍被指控和另一位管理層官員試圖「奪權」，將ADOR自HYBE分拆出來。進行內部調查後，HYBE公司要求閔熙珍辭去ADOR執行長職務。作為回應，閔熙珍發表公開聲明，拒絕辭任執行長一職，並反駁指控。根據聲明，閔稱如果沒有HYBE公司的同意，她不可能將ADOR分裂為獨立公司。她聲稱，被要求辭職是因為她抱怨HYBE公司及其子公司BELIFT LAB一直忽視且無法解決NewJeans和ILLIT之間的創意相似性。其後，HYBE公司的股價下跌了8.03%。
4月25日，HYBE發表聲明，指控閔熙珍在處理公司重要事務上受到一名薩滿巫師的指導，並洩露求職者的個人訊息，嚴重違反HYBE的公司規章，因此向韓國法院提告閔熙珍。同日，HYBE亦透露將重點挽留NewJeans，並為成員提供心理及情緒輔導。

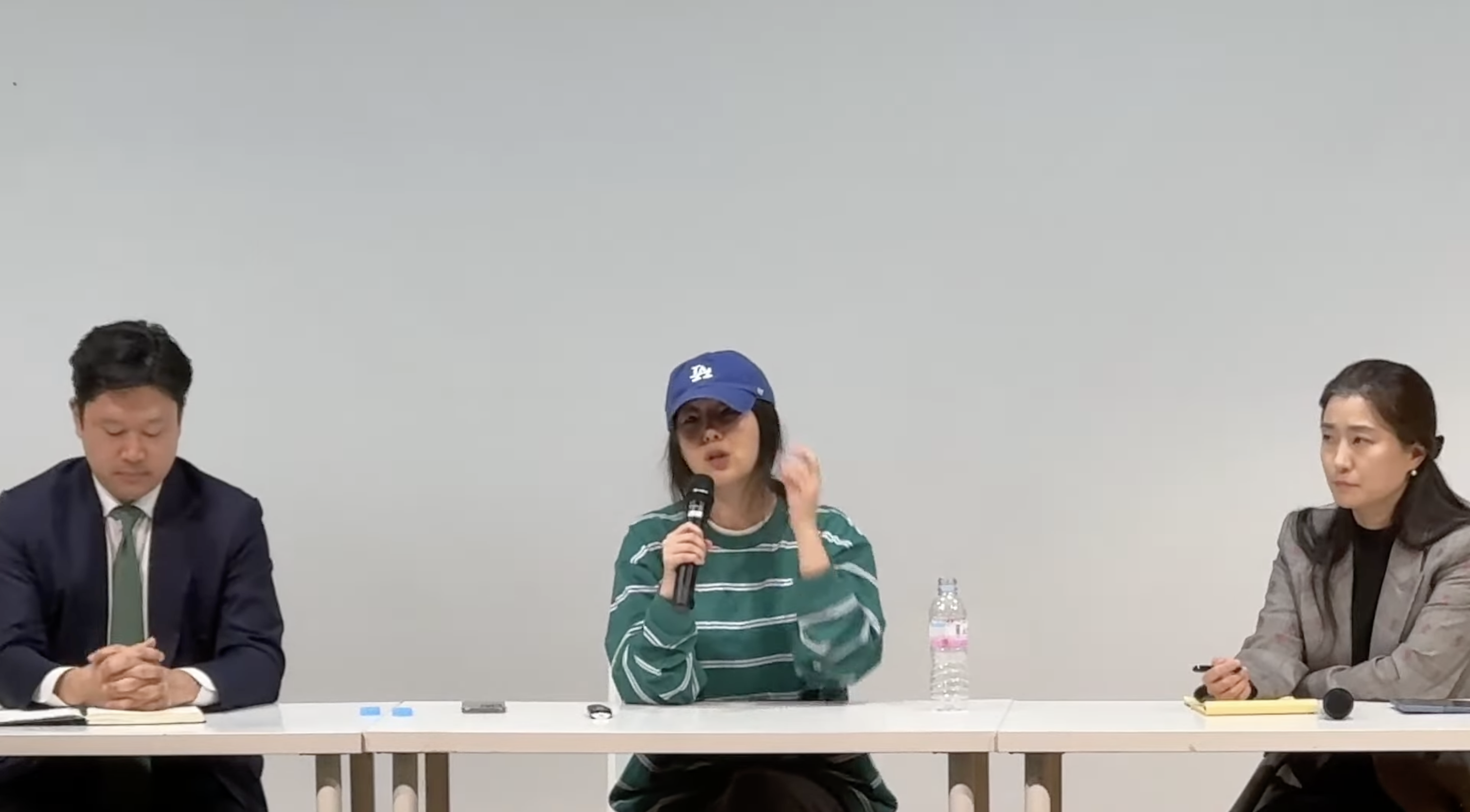
2024年4月25日，閔熙珍（圖中）及其代表律師（圖左、右）召開記者會

同日下午三點，閔熙珍召開記者會，並駁回企圖奪取ADOR經營權的與出售NewJeans的指控，並指出她曾獲邀擔任SM娛樂社長，如果僅是為了牟利，她大可以自行創立新廠牌。此外，針對她引致HYBE另一子公司SOURCE MUSIC旗下女團GFRIEND解散的傳聞，她也進行了反駁，指自己從未涉足SOURCE MUSIC的事務。她亦指出，原本NewJeans將以HYBE旗下第一組女團的身分出道，但HYBE的行政總裁突然告知第一組女團將在SOURCE MUSIC出道，亦即是LE SSERAFIM，並要求她不能在LE SSERAFIM出道前宣傳NewJeans及提及成員的新人身分，藉此使外界誤以為LE SSERAFIM為閔打造之女團。除此之外，她亦澄清有關薩滿巫師的指控，她指出當時僅僅詢問了「在王牌（BTS）不在的情況下，NewJeans是否有機會成為王牌？」她進一步強調巫師本來便是她的朋友，並否認利用薩滿巫師「干政」。值得一提的是，閔在記者會情緒十分波動，並多次使用髒話來描述事件經過，被評為「史上首場『髒話』記者會」。
4月26日，HYBE發新聞稿回應25日的記者會，否認在宣傳NewJeans上出現了疏忽，並透露閔熙珍的月薪是全公司第一，除了20億韓圜（約145萬美金）的年薪外，HYBE亦向她提供巨額股票補償。
4月27日，NewJeans如期發布回歸先行曲〈Bubble Gum〉之MV。
4月29日，閔熙珍拒絕應HYBE要求召開ADOR董事會，並指HYBE要求撤換ADOR的CEO屬於違法，召開董事會非母公司監事分內事，不符相關法律。 HYBE已向首爾地方法院，提出批准ADOR召開臨時股東大會的申請。HYBE方面預測，待法院審理、裁決等所需程序完成後，約1至2個月內，即可撤換閔熙珍等ADOR高層。

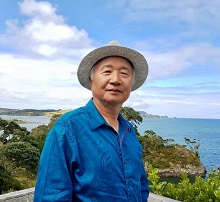
丹學仙院之創辦人李承憲

4月30日，朝鮮日報亞特蘭大分社指出，HYBE疑似與韓國發源的氣功團體丹學仙院有著緊密關係，包括在HYBE旗下男子偶像團體防彈少年團的音樂錄影帶中加入該團體相關元素，而該團體之創始人李承憲早於2010年就被美國有線電視新聞網、福布斯等媒體曝光其對女信徒之性剝削行為，因此丹學仙院被廣泛認知為邪教 (cult)。該報道亦指出HYBE在4月29日起針對「防彈少年團的音樂錄影帶加入邪教元素」之指控展開法律行動。

### 2024年5月
5月1日，閔熙珍在Instagram上公開NewJeans與日本藝術家村上隆合作製作團體日本出道單曲《Right Now》。據媒體分析，此消息凸顯了閔熙珍目前之工作似乎未受先前事件所影響。
5月7日，閔熙珍向首爾中央地方法院申請臨時禁制令，禁止HYBE參與ADOR臨時股東大會上的罷免案表決。
5月9日，ADOR女性造型組組長指控HYBE審問她長達5小時，甚至還威脅「這是貪污、瀆職，很可能要去警察局」。與此同時，HYBE亦於凌晨進入該女造型師的家中索取手提電腦。HYBE則反駁所有流程均在造型師同意下進行，並指該造型師承認在閔熙珍的批准之下，在數年間從某外包公司收受了韓幣數億元的賄賂。ADOR則反駁該筆費用是慣例向廣告商收取了的造型費用，並非所謂的賄賂。
5月10日，ADOR於首爾召開理事會，討論是否召開臨時股東大會。
5月13日，ADOR证实，旗下女团NewJeans的成员父母曾多次就房時赫未与NewJeans打招呼及新女团ILLIT被怀疑模仿了NewJeans的概念向閔熙珍发送邮件。對此，HYBE發表聲明回應表示，公司確實在4月3日收到該郵件，並在4月16日回覆郵件中說明「沒有抄襲」等內容，同時主張郵件為閔熙珍捏造，用作攻擊HYBE之工具。此外，NewJeans成員的父母亦聲稱曾與HYBE的CEO朴智元會面，並得悉如果閔熙珍離職，NewJeans將於Bunnies Camp 2024 Tokyo Dome演唱會後開始至少一年半的假期，並質疑是否藉此「雪藏」NewJeans。
5月30日，首爾中央地方法院第50民政庭下午決定接受閔熙珍上述臨時禁制令申請。因此，HYBE將無法在ADOR於2024年5月31日舉行的臨時股東大會上行使其投票權支持「罷免執行董事閔熙珍」。如果HYBE違反禁令決定行使投票權，則必須向執行長閔熙珍支付200億韓元的間接執行費。
另外法院補充說明，法院認可閔代表試圖擺脫HYBE支配的事實。法院認為：「閔代表明顯試圖帶著NewJeans脫離HYBE的控制範圍，或者施壓迫使HYBE出售其持有的ADOR股份，從而削弱HYBE對ADOR的控制力，並尋求閔代表獨立掌控ADOR的方法。」然而，法院也指出：「閔代表並未進行具體的實施行為，即使這些行為對HYBE來說可能構成背叛，但難以認定為對ADOR的背信行為。」

### 2024年8、9月
8月19日，於公開的HYBE半年度報告書中，公司與子公司ADOR之間的股權投資相關，已簽訂股東協議，為部分非控股股東20%提供賣出期權。然而，在報告期末之後，公司已與部分ADOR股東解除股東協議，並就此提起確認股東協議解除的訴訟，目前正在審理中。
8月27日，ADOR臨時發聲明宣布，公司選任了新的代表董事，而原負責人閔熙珍雖然不再是代表董事，但她仍是ADOR的內部董事，且會繼續負責NewJeans的製作工作。該聲明公開後，閔熙珍的律師於傍晚回應表示，閔熙珍24日突然接到HYBE通知稱公司要就變更代表董事一事於27日召開董事會，而她27日以線上連線的方式參與會議。然而，閔熙珍是單方面遭到公司解除代表董事職務。對此，閔熙珍方面再度表示，「這是嚴重違反股東契約。」
9月11日，NewJeans的5名成員無預警直播控訴HYBE，在公司遭到排擠，並要求HYBE在9月25日前能讓閔熙珍復職，並按照以前的方式讓製作與管理合併。9月13日，閔熙珍前代表今日向首爾中央地方法院提交了「ADOR臨時股東大會召開及內部董事重新任命的假(臨時)處分申請」正式對HYBE解僱一事進行法律上的應對。
9月25日，ADOR回應要求閔熙珍復職的聲明「在今天的董事會會議上，ADOR決定召開臨時股東大會，重新任命董事閔熙珍為內部董事。9月11日上午，ADOR已向閔熙珍董事提出未來五年負責NewJeans的製作。與NewJeans的合約剩餘期限為五年。然而，ADOR董事會今天討論，目前不能接受閔熙珍恢復執行長職位的請求。」

### 2024年11月
11月4日，首爾中央地方法院民事合議50部已於10月29日駁回了閔熙珍提出的「再次擔任ADOR公司代表董事」的假處分申請。根據假處分決定書，法庭指出，即使HYBE指示董事們「行使支持表決權」，但ADOR的董事仍需根據善良管理義務和忠實義務來判斷和決定議案的支持或反對，因此駁回了閔前代表方面的假處分申請。法院認為ADOR董事並沒有法律義務必須遵循HYBE的指示，因此HYBE也沒有義務解任不遵從指示的董事並任命新董事。法院同時指出，即使根據閔前代表方面的主張「HYBE解除股東間合約的行為違法，合約仍然有效」，但並未充分證明有強制重新任命代表董事表決權的權利。
HYBE在7月8日通知稱，「債權人（閔前代表）嚴重違反了股東間合約，破壞了基於股東間合約的信任關係，因此無法達成股東間合約的目的，因此決定解除該合約。」閔前代表方面在7月11日回覆稱，「並未嚴重違反股東間合約，因此債務人（HYBE）無法主張解除股東間合約的權利，反而是債務人嚴重違反了股東間合約。」
11月20日，閔熙珍宣布辭去ADOR內部董事職位，並表示將與HYBE徹底決裂。她在公開聲明中指出，HYBE在過去7個月的爭議中未承認任何過錯，並繼續進行她認為是不道德且不合法的行為，包括不實指控及媒體操控。閔熙珍強調，HYBE對她進行的不公正審計和負面抹黑是導致分裂的重要原因。閔熙珍同時宣布，將解除與HYBE的股東協議，並計劃針對HYBE涉嫌的多項法律違規行為展開法律行動。她還透露，未來將開展新的K-pop相關項目，希望能為行業帶來積極影響。

### 2025年
7月15日，HYBE於2024年4月以閔熙珍業務上背信罪嫌向警方對提出告訴，經過一年多調查，最終警方裁定無嫌疑、不予移送。HYBE並表示決定於當日立即向檢察機關提出異議申請。在警方調查結束後，出現了NewJeans成員提出解約等新情況，相關訴訟中亦提交了多項新證據。法院也基於這些資料，對閔前代表的行為作出嚴肅評價。首爾高等法院在假處分抗告審中，認為她正「有意破壞專屬合約的整合結構」，因此我們將在異議程序中，持續對警方的不起訴決定展開抗爭。此外，針對閔熙珍等人於2024年7月以妨害業務、違反資訊通訊網法等罪名控告HYBE經營層5人，調查機關已裁定「無嫌疑」不予處理。

## ADOR與NewJeans合約爭議
2024年11月28日，NewJeans宣布與所屬經紀公司ADOR解除專屬合約。在首爾召開的緊急記者會上，成員表示，ADOR未能履行保護藝人及提供必要支持的合約義務，並指出多次提出的改進要求均未被滿足。團隊還提到，公司內部管理層的頻繁變動對合作關係產生了影響。成員表示，合約解除後將以獨立形式繼續活動，並表明希望未來能與前ADOR代表閔熙珍保持合作。同時，团队表示她们将无法继续使用NewJeans作为团体名字，但仍会努力夺回名字的使用权。她们也承諾將完成現有的行程及廣告活動。ADOR對此發表聲明，否認違反合約，強調雙方的專屬合約仍然有效，並表示將繼續支持團隊的藝術活動。ADOR也呼籲團隊進行面對面的溝通以解決分歧。NewJeans的粉絲團體「Bunnies」隨後發表聲明，表達對成員的支持，並希望團隊能在自由且穩定的環境中繼續音樂活動。
2024年12月5日，ADOR表示已於12月3日向法院提出「確認專屬合約有效性」的訴訟，為了避免藝人誤以為專屬合約已解除，導致違反現有專屬合約的方式進行演藝活動，並防止國內外業界人士遭受意外損失與混亂，而提出了專屬合約有效訴訟。
2025年1月14日，ADOR為此向首爾法院申請禁令，以確保專屬合約的效力。該公司表示，此舉旨在防止混亂以及第三方（例如廣告商）受到潛在損害，並警告該事件可能動搖韓國娛樂產業的穩定性。ADOR的聲明強調，允許單方面終止專屬合約的行為，可能削弱娛樂產業投資者的信任，進一步影響K-pop行業的長期發展。
2025年3月21日，首爾中央地方法院民事合議50部通過了ADOR對NewJeans五名成員提出的「保護經紀公司地位以及禁止廣告簽定等合約假處分」。 根據法院的決定，NewJeans成員未經ADOR的事前批准或同意，不得獨自進行作詞、作曲、演奏、演唱等音樂活動和出演電視節目、舉辦活動、廣告合約交涉等各種商業活動。法院表示「如果合約當事人相互之間的信賴關係破裂，藝人可以解除專屬合約，但是僅憑至今爲止NewJeans成員提交的主張和資料，並沒有說明ADOR違反了專屬合約上的重要義務，或者相互之間的信賴關係已經破裂到無法挽回的程度」。法院還表示「僅憑ADOR的前任代表（閔熙珍）被解職的情況，難以斷定NewJeans的製作工作出現了空白，或是ADOR沒有履行業務的計劃或能力」。 接著還提到「即使ADOR在履行專屬合約義務方面稍有不足，也沒有證據顯示ADOR完全無視了NewJeans的要求，或者其長期持續違約行為」。
2025年4月16日，首爾中央地方法院正式駁回NewJeans提出的假處分異議申請，同年5月30日，首爾中央地方法院民事合議第52部接受ADOR針對NewJeans提出的「間接強制」申請，法院表示：「在合約效力確認的一審判決出爐前，NewJeans不得在未經ADOR事前同意或批准下從事演藝活動。」，並補充：「若有成員違反此義務，每違反一次，須向ADOR賠償10億韓元」。同年6月17日，首爾高等法院民事第25-2部駁回NewJeans提出獨立活動相關假處分抗告申請。